# Jan Horal
Jan Horal, původním jménem Hoffmann (23. února 1923 Stráž pri Čope – 3. listopadu 2011 Praha) byl československý válečný veterán, manažer, podnikatel, hoteliér, iniciátor kulturního života a filantrop. Ve druhé světové válce působil v britských a československých jednotkách na Blízkém východě a posléze se jako příslušník Československé samostatné obrněné brigády účastnil bojů na západní frontě. V roce 1948 emigroval do Švédska, zastával postupně různé manažerské posty ve světě. Po roce 1989 se vrátil do Československa a začal podnikat v hotelnictví. Za charitativní činnost byl vyznamenán Řádem britského impéria, Řádem čestné legie a in memoriam medailí Za zásluhy.

## Mládí
Pocházel z židovské rodiny legionáře a vojenského lékaře. Jako pětileté dítě začal chodit do Sokola. Navštěvoval měšťanskou školu a poté ho rodiče přihlásili do českého gymnázia v Užhorodě.

## Druhá světová válka

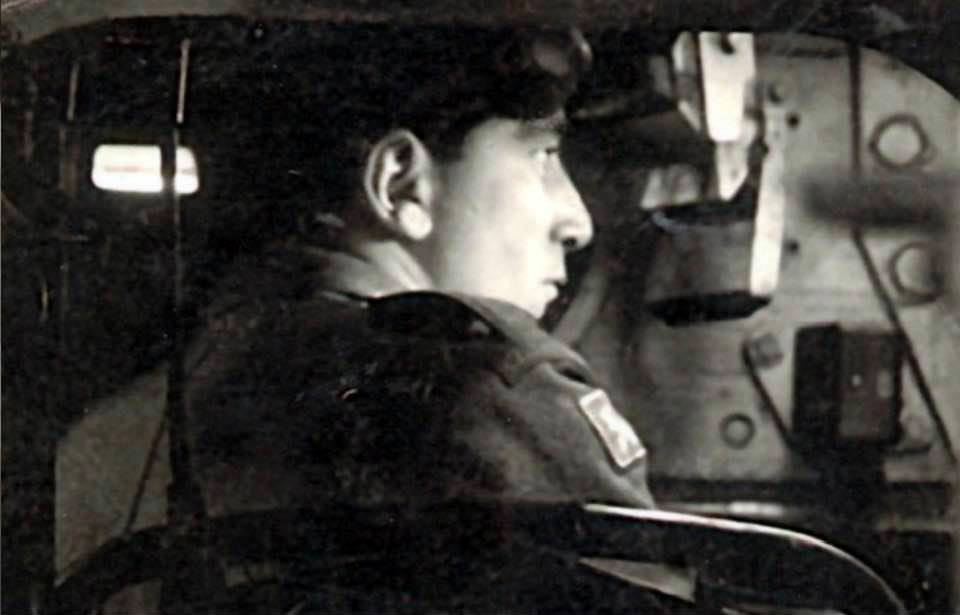
Jan Horal na místě řidiče v tanku Cromwell

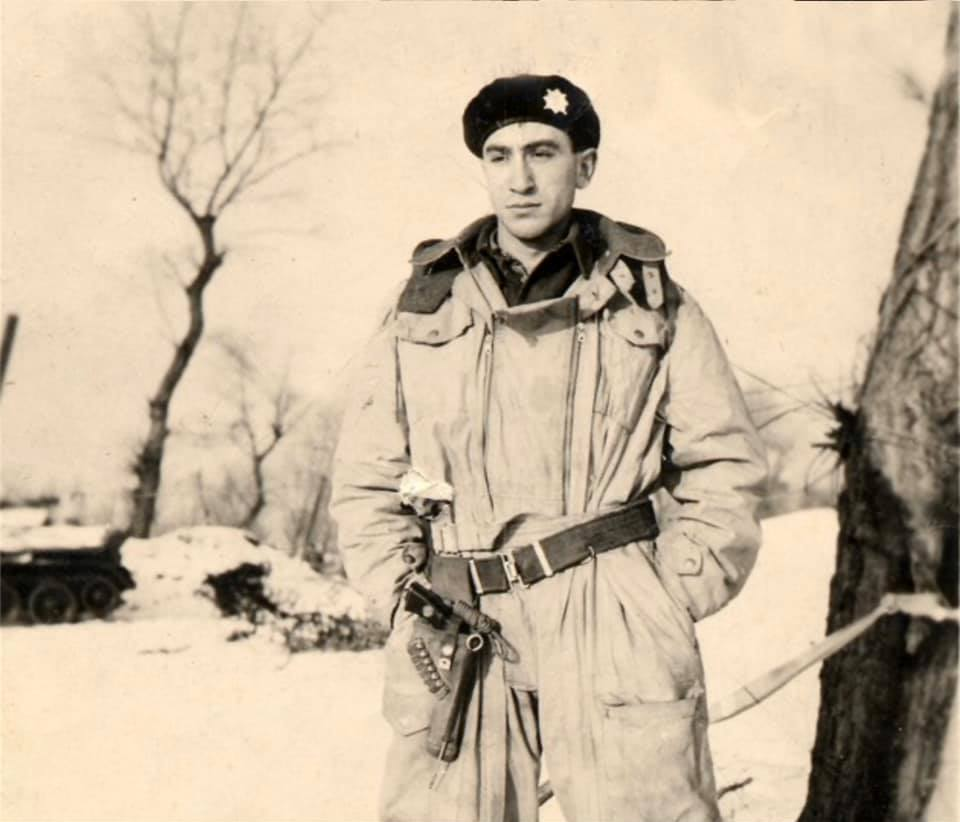
Fotodokumentace Jana Horala z války

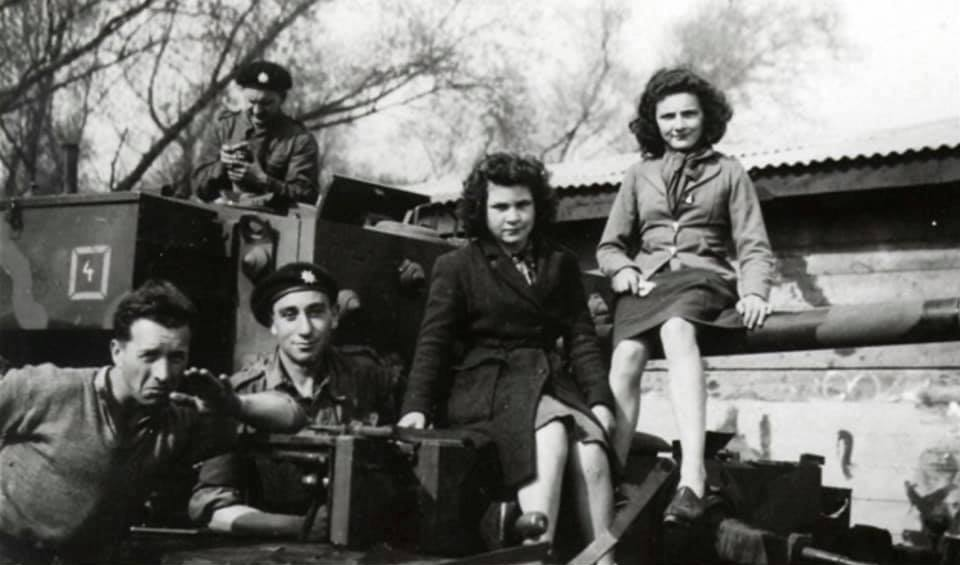
Jan Horal (vpředu druhý zleva) s děvčaty na tanku

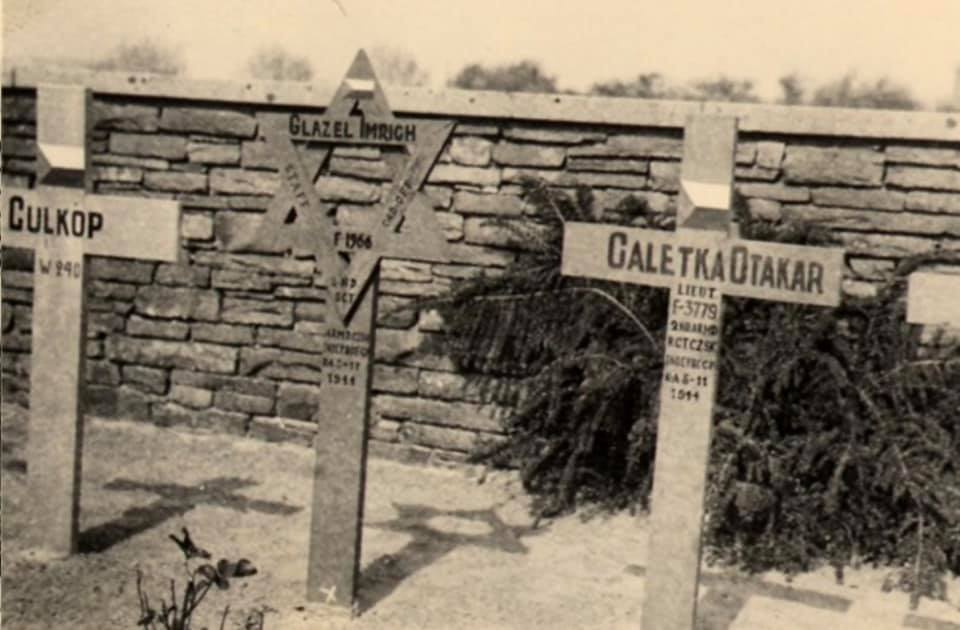
Hrob nejlepšího přítele Jana Horala ppor. Caletky. Jeho tank dostal 5. listopadu 1944 přímý zásah, když jel před tankem Jana Horala.

### Útěk z vlasti
Na počátku roku 1939 uprchl z nacisty okupované vlasti tzv. jižní cestou (anabáze přes Slovensko, Maďarsko a další země). Využil při této dobrodružné cestě svých jazykových schopností, jelikož uměl výborně slovensky a maďarsky. Cílem Jana Hoffmanna byla Palestina, protože se zde chtěl přihlásit do československé armády. Aby se do Palestiny dopravil, musel plout lodí. Poté, co loď dorazila k palestinským břehům, bylo jí vládnoucími britskými autoritami zakázáno přistát. Jedné noci se však lodi podařilo tajně břehů dosáhnout. V Palestině se spojil se svým bratrancem jménem Jano Sapir, který mu obstaral práci v kibucké pekárně.

### Působení na Blízkém východě
Podle vojenské dokumentace byl 28. září 1941 Hoffmann zapsán k britské 462. jednotce RASC (Royal Army Service Corps) v Palestině. Jednalo se o zásobovací jednotky. V září roku 1942 napsal dopis se žádostí o přijetí do československé armády, který adresoval čs. vojenské misi na Blízkém východě. Jeho prosbu velení vyslyšelo a do čs. armády byl odveden 27. dubna roku 1943. Jednalo se o 200. čs. lehký protiletadlový pluk – východní (pozn.: vznikl reorganizací 11. čs. pěšího praporu – východního). Jednotkám zde velel podplukovník Karel Klapálek. Do 12. června 1943 pluk vykonával protivzdušnou obranu Tobruku. V srpnu téhož roku, byl jako téměř všichni vojáci této jednotky transportován lodí Mauretania do anglického Liverpoolu. Na lodi se přihlásil jako nabíječ děla na palubě. Toto pracovní zařazení pro něj znamenalo možnost nocovat na čerstvém vzduchu a vyhnout se dusnému podpalubí, měl také nárok na lepší stravu.

### Působení v Evropě
Do Anglie dorazil 12. srpna 1943. Jana Hoffmanna čs. velení v Anglii zařadilo mezi řidiče tanků do Československé samostatné obrněné brigády. Velitelé oceňovali jeho montérské a řidičské schopnosti z britské armády. Českoslovenští vojáci se dočkali bojového nasazení až poté, co se spojenecká vojska vylodila v Evropě. Československé jednotky přišly na řadu až na konci srpna roku 1944. Dne 30. srpna 1944 se příslušníci Čs. samostatné obrněné brigády přeplavili do Francie, kde přistáli v přístavech francouzské Normandie. Na přelomu srpna a září 1944 byla Československá samostatná obrněná brigáda přesunuta k francouzskému přístavu Dunkerque. Počátkem října vystřídali čs. vojáci britskou brigádu a začalo tak obléhání silně opevněného přístavu. Měli za úkol město naprosto odříznout a držet v něm mnohatisícový Wehrmacht, zabránit posilování a zásobování obklíčené posádky a donutit nepřítele ke kapitulaci. Čechoslováků bylo nepoměrně méně než Němců, ovšem byli celkem dobře vybaveni. Navíc jejich odhodlání střetnout se s Němci bylo obrovské. Jan Hoffmann zde provedl dva útoky. Přístav byl obléhán až do samého konce války. Od Dunkerque postupoval kolem Norimberku do Československa. Jan Hoffmann ihned po skončení války požádal o demobilizaci.

## Návrat do Československa
Po návratu do Československa znovu vyhledal svou rodinu. Jeho matka Janka Hoffmannová-Blumová (5. března 1893 Mukačevo – 5. května 1945 Bergen-Belsen) zemřela na tyfus několik dní před osvobozením koncentračního tábora Bergen-Belsen britskou armádou. Přestože jeho snem bylo stát se konstruktérem letadel, zapsal se nakonec v roce 1946 ke studiu strojního inženýrství na Vysoké škole strojní a elektrotechnické ČVUT v Praze. Během vysokoškolských studií se nechal přejmenovat a zvolil příjmení neněmeckého původu – Horal. Ačkoli po válce nebylo snadné si vydělat na živobytí, užíval si života ve svobodné zemi. Finančně podporoval svého mladšího bratra Jiřího. Jezdil se svým motocyklem po okolí a kupoval použité kamery. Ty pak opravil, ošetřil čočky proti odrazům světla a pak je znovu prodával. S měnící se politickou situací v zemi v něm uzrávalo odhodlání znovu emigrovat. V roce 1948, okamžitě po komunistickém převratu, se rozhodl opustit Československo. Ač si původně přál žít v Anglii, náhoda a okolnosti ho zavedly do švédského Göteborgu, kde našel svůj nový domov.

## Život a podnikání ve Švédsku a ve světě
Ve Švédsku se oženil a narodily se mu tři děti. Zastával postupně různé manažerské posty ve Švédsku, Japonsku, USA, Spojeném království či Švýcarsku.

### Působení v továrně na kuličková ložiska
Když Jan Horal dorazil do Švédska, začal zde pracovat jako dělník v továrně SKF v Göteborgu vyrábějící kuličková ložiska, pracoval jako brusič na nočních směnách. V pořadu Na plovárně Jan Horal uvedl, že v továrně na kuličková ložiska záhy přišel na efektivní metodu leštění ložiskových kuliček. Podal zlepšovací návrh a vynález si nechal patentovat. Továrna mu za patent nabízela vysoké postavení ve firmě. Jan Horal však firmě patent nedal a dostal se tím na černou listinu. Z firmy odešel a získal prostor k samostatnému podnikání.

### První podnikatelské úspěchy
Později pracoval jako technik ve fotografické laboratoři. Zajímal se o fotografování, viděl ve fotografii nové možnosti. Několik měsíců pracoval na vylepšení fotografického blesku. Mohl pak nahradit při fotografování zastaralé magneziové žárovky, které byly drahé a vystačily pouze na jeden snímek. Chodil poté se svým švédským kamarádem po restauracích a mezi návštěvníky lunaparku Lisebergu a fotografovali zájemce. Zájem o fotografování mezi lidmi byl obrovský. Na základě těchto poznatků začal se svým kamarádem s okamžitým úspěchem podnikat. Zanedlouho spolupráci rozvázali. Jan Horal založil v roce 1951 vlastní importní/exportní společnost Libro zaměřující se na obchodování s Dálným východem, která v Göteborgu existuje dodnes. Začal dovážet hračky, optické a fotografické vybavení. Jan Horal byl prvním, který ve velkém přinesl japonské hračky na evropský trh.

### Působení ve fotografickém a optickém průmyslu
V padesátých letech přišel díky svému právnickému příteli do kontaktu s malou optickou firmou Chinon, výrobcem kamer v Japonsku, který se ocitl v potížích. Jan Horal převzal bankrotní optickou firmu Chinon za 30 000 dolarů. Stal se jejím akcionářem a výrazně ovlivnil vývoj jejích produktů. Společnost pracovala na vývoji kamery, která nefungovala. Jan Horal investoval do firmy peníze, podařilo se mu kameru vylepšit a uvést do funkce. Přišel na způsob, jak vylepšit fotografickou čočku. Jednalo se o zjednodušení technické zoomové čočky – varioobjektivu, kterou měla patentovanou firma Rodenstock (pozn.: s přesnou mechanikou a optikou se seznámil již při svých studiích na Českém vysokém učení technickém v Praze). Ke kameře vymyslel atraktivní držák „pistol grip“ a doplnil ji vylepšeným objektivem. Společnost Chinon se se svou filmovou kamerou Super-8 během dvou a půl let stala největším světovým výrobcem kamer. Společnost vyráběla kamery i pro firmy Kodak a Agfa.
V 60. letech společnost Libro prodal a založil novou společnost Merkurex, jejímž hlavním cílem byl celosvětový nákup a distribuce optiky a fotoaparátů převážně z Japonska, Hongkongu a Tchaj-wanu.

### Spolupráce s Československem
Jelikož byl Jan Horal zřejmě nejúspěšnější bývalý Čechoslovák ve Švédsku (jak o sobě tvrdil v časopise Všudybyl), obrátil se na něj bratr tehdejšího generálního ředitele Motokovu. Řekl mu, že sledují jeho velké obchodní úspěchy a přišel s nabídkou, aby ve Švédsku převzal zastoupení Škody Mladá Boleslav, jelikož odbyt automobilů Škoda se ve Švédsku příliš nedařil. V Československu byl Jan Horal označen za „nepřítele socialistického státu“ a nesměl zpět do Československa. Na základě tohoto obchodního zastoupení mu bylo přislíbeno jak povolení k vjezdu do ČSSR, tak i garance, že bude považován za legálního švédského občana a že ho švédské občanství bude v Československu chránit. Roku 1962 tak zastoupení mladoboleslavské Škody ve Švédsku převzal.
Po mnoha letech se tak opět mohl podívat domů. Setkal se s otcem, bratrem, sestrou a ostatními členy rodiny.
Jan Horal dostal nápad, jak československé vozy ve Švédsku prezentovat. Nechtěl investovat hodně peněz, tak vytvořil jedinou reklamní kampaň. Nechal nafotit nové Volvo a Škodovku. Mezi oba automobily postavil typickou švédskou rodinu – otce, matku, dvě děti a spoustu kufrů. Na novinové dvoustraně byl pod tím nápis: „Nový model Volvo je bezvadný, fantastický vůz. Stoprocentně jej doporučujeme, ale Škoda je také bezvadné auto. Za cenu jednoho Volva si však můžete koupit dvě Škodovky, pro pána a pro paní, a ještě vám zbyde spousta peněz na velkou nádhernou dovolenou s dětmi.“ Reklama byla tak úspěšná, že měl Jan Horal během čtrnácti dnů zhruba šedesát obchodních zástupců. Každý z nich koupil pět vozů.

### Emigrace rodiny do zahraničí
V roce 1965 pomáhal bratrovi Jiřímu s rodinou uprchnout z Československa. Jan Horal spolu s námořníkem Stigem Ottanderem provedl s plachetnicí několik cest kolem Piranského zálivu v Jugoslávii, kde bratr Jana Horala trávil dovolenou. Jednou v noci přeplavali Jiří, manželka a děti k lodi, která dopravila rodinu do Itálie. Nevlastní sestra Jana Horala také v Československu nezůstala, podařilo se jí dostat do Švýcarska. V Československu tak zůstal pouze jeho otec, který republiku nechtěl opustit, a pár příbuzných.

### Manažer
Poměry ve Švédsku po roce 1969 (období Olafa Palmeho) Jana Horala přiměly se ze Švédska daňově vystěhovat. Přesídlil částečně do Monte Carla (kde byla menší daňová zátěž) a své švédské podniky prodal britské společnosti Dixons PLD. Transakcí se stal jedním z hlavních akcionářů a členem představenstva společnosti, protože dostal zaplaceno v akciích. Pro časopis Všudybyl Jan Horal uvedl, že se stal jedním z nejlépe placených manažerů ve Velké Británii. Patřil dle svých slov k prvním z manažerů, kteří včas pochopili nástup éry informačních technologií a firmu Dixons uvedl do epochy elektroniky. Byl prezidentem různých jednotek společnosti, předseda představenstva (Chief Executive Officer, CEO), členem nejužšího vedení, specializoval se na plánování a vedení podniku. V roce 1986 podíl ve společnosti Dixon prodal. Pracoval po určitou dobu v oblasti přístrojů pro lékařství, vyvíjel a prodával elektrody pro EKG. Následující roky se věnoval obchodu s realitami po celém světě.

## Návrat do Čech a podnikání v Čechách
Po roce 1989 se navrátil do rodného Československa, kde v Praze a v Českém Krumlově začal úspěšně podnikat v hotelovém průmyslu. V roce 1994 založil společnost Prague Properties a.s. V roce 2001 založil společnost Bohemia Properties a. s.

### Podnikatelské aktivity v Praze
V roce 1994 otevřel první ze svých hotelů, Hotel Duo v Praze na Střížkově. Budovu, která byla kdysi postavena jako ubytovna Pražských stavebních podniků, koupil na počátku 90. let bratranec Jana Horala Pavel Hoffmann (slovenský ekonom, který ve vládě Mariana Čalfy řídil ministerstvo pro strategické plánování) a jeho dva kolegové. Pavel Hoffmann se svými kolegy neměli však kapitál na provoz a nejnutnější úpravy. Oslovili proto Jana Horala, zda se nechce stát tichým společníkem tak, že by odkoupil za hotové 40 % podílu. Jan Horal se tedy stal tichým společníkem a jako vklad poskytl 5 milionů německých marek. Aby podnik nezbankrotoval, musel ho později sám převzít. Zařídil nutný kapitál přes investiční společnost, společníky vykoupil a budovu převzal do svých rukou. Ubytovnu uvážlivě přestavěl na hotel. Hotel se zařadil mezi čtyřhvězdičkové hotely v Praze a stal se jedním z největších hotelů v České republice.

### Podnikatelské aktivity v Českém Krumlově
Společnost brzy expandovala a v Českém Krumlově otevřela dva hotely. Hotel Růže (budovu bývalé jezuitské koleje) Jan Horal zakoupil v březnu roku 1998 a přestavěl nákladnou rekonstrukcí vnitřních prostor na pětihvězdičkový hotel v renesančním stylu; hotel zahájil svůj provoz 28. června 1999. Hotel The Old Inn byl otevřen v roce 2001. Český Krumlov učaroval Janu Horalovi již v dětství. Ve dnech 17.–19. dubna 2000 navštívili na pozvání Jana Horala Český Krumlov členové Guinea Pig Clubu. 16. června 2001 obdržel od města Český Krumlov Cenu města Český Krumlov za rok 2000. Ocenění získal za svůj podnikatelský záměr – za investice do rekonstrukce obou hotelů a především za vytvoření mnoha pracovních míst ve městě. Při předávání ceny vyjádřil poděkování a obdiv svým krumlovským zaměstnancům a nastínil, že klíčem k úspěšnému podnikání a životu je nebát se projevit svůj názor. Jan Horal byl také otcem myšlenky založení sdružení podnikatelů v Českém Krumlově. Inicioval první setkání podnikatelů ve svém Hotelu Růže a posléze faktické založení Sdružení cestovního ruchu Český Krumlov, z.s. Sdružení vzniklo v roce 2009 a klade si za cíl společnou propagaci města Český Krumlov, prodloužení turistické sezóny a reprezentaci všech subjektů cestovního ruchu. Také se živě zajímal o židovské památky v Českém Krumlově jako jsou židovský hřbitov a synagoga. Přicházel s nápady, jak Český Krumlov ještě více obohatit; byla např. upravena a otevřena nová kuželna U Trojice. Příchodem do Českého Krumlova jakožto silný investor přispěl k oživení cestovního ruchu v regionu Český Krumlov.

### Další aktivity v Čechách
- Čestný člen Svazu letců České republiky (SLČR).[63]
- Řádný člen Československé obce legionářské od roku 1996 (členský průkaz č. 3675).[64]
- Člen Židovské obce v Praze.[65]
- Dlouholetý podporovatel řady aktivit židovské pospolitosti jako např. výroční zasedání Terezínské iniciativy či vydávání Židovských listů.[66][67][68][69][70][71]
- Dlouholetý podporovatel projektu proti totalitě Mene Tekel.[72][73][74]
- Dlouholetý sponzor Festivalu komorní hudby Český Krumlov a člen festivalového výboru.[75][76]
- Člen Rotary Klubu Praha-Staré Město od roku 2001.[77] Spolupráce s Rotary Klubem Český Krumlov.
- Byl jedním z těch, kteří radili tvůrcům filmu Tmavomodrý svět ohledně vykořisťování českých pilotů, kteří bojovali o Británii.[78]
- Sponzoroval setkání tvůrců filmu Nebeští jezdci, akce se uskutečnila v Hotelu Duo 25. září 2004.[79] Akce navazovala na výstavu Nebeští jezdci v Národním muzeu.[80][81]
- Čestný člen Odborné společnosti letecké od 5. dubna 2006 (členské číslo 001).[82]
- Čestný občan městské části Praha 18 (od roku 2006).[83][84][85]
- Člen a podporovatel občanského sdružení Společnost přátel Podkarpatské Rusi.[86]
- Člen výboru občanského sdružení ŽIVOT 90 (od roku 2008).[87]
- Čestný člen Sdružení válečných veteránů České republiky.[88]
- Pravidelný sponzor Mezinárodního festivalu leteckých filmů.[89]
- Spolupráce s Leteckou amatérskou asociací ČR.[90]
- Každoroční podporovatel Festivalu vojenských filmů a Slavnostního plesu veteránů.[91]
- Účast na besedách a vzdělávacích akcích pro žáky a studenty.[92][93][94][95]
- Vytrvalý mecenáš vědeckých konferencí.[96][97]
- Čestný člen správní rady in memoriam nadace Museum Kampa – Nadace Jana a Medy Mládkových.[98]

## Příznivec letectví a mecenáš válečných veteránů

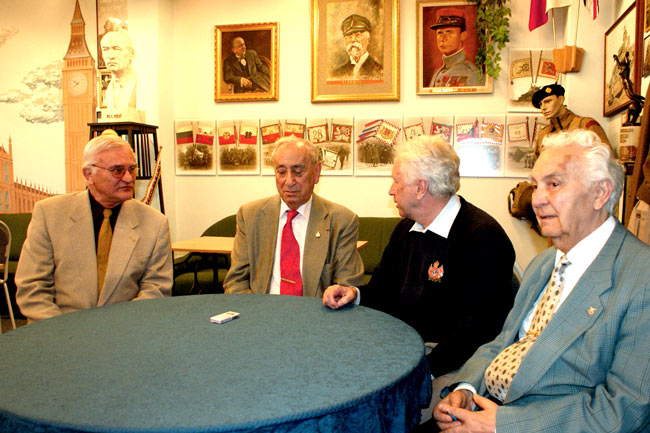
Rozhovor v Leteckém klubu s Janem Horalem (druhý zleva) o jeho životě, ale především o československých letcích RAF

| „                                            | Žádný národ nikdy své vojáky, kteří dobrovolně pro ně šli bojovat, netrestal, jak jsme to dělali my. | “ |
| — Z rozhovoru pro Českou televizi 22.12.2007 | |   |

Od devadesátých let začal rovněž bojovat za navrácení práv a důstojnosti českým vojákům, kteří bojovali se západními spojenci, se kterými bylo po komunistickém převratu velmi špatně zacházeno a kteří byli považováni za potenciální zrádce či špiony. Mnoho z nich bylo dokonce uvězněno a jejich dětem bylo odepřeno vyšší vzdělání. K tomu, co Jana Horala vedlo pomáhat válečným veteránům, pro Českou televizi uvedl: „Když jsem se vrátil, měl jsem určitý pocit nepřímé viny. Řekl jsem si: Já, který opustil vlast, jsem měl krásný a fantastický život, byl jsem svobodným člověkem. A ti lidé, kteří zůstali doma, měli zničené životy.“ Válečným veteránům posílal a později i vozil léky či jiné nedostatkové zboží, například naslouchátka. Některé válečné veterány také zaměstnal ve svých hotelích v Praze a v Českém Krumlově, svěřoval jim hlavně kontrolní funkce. Finančně podporoval československé válečné letce, a to v britském exilu i v komunistickém Československu. Nezištně poskytoval pomoc i vdovám po válečných veteránech. Do Čech vozil i československé válečné letce z Anglie, kteří se díky němu mohli setkat s blízkými přáteli z války. V roce 2004 mu byl udělen královnou Alžbětou II. za charitativní podporu vysloužilých válečných letců Řád britského impéria. Při této příležitosti vyšlo najevo, že Jan Horal nebyl válečným letcem RAF, jak o sobě v některých rozhovorech tvrdil. Vyznamenání obdržel na Britském velvyslanectví v Praze 20. února 2004. Ocenila jej i Francouzská republika nejvyšším státním vyznamenáním, Řádem čestné legie. Vyznamenání mu bylo uděleno 15. září 2006, předáno bylo na Francouzském velvyslanectví v Praze 23. ledna 2007. Československý stíhací pilot RAF Emil Boček v rozhovoru pro DVTV v roce 2016 uvedl, že nikdo neudělal pro válečné letce více, než Jan Horal.

### Letecký klub
V roce 2004 založil v Hotelu Duo tzv. Letecký klub, jehož cílem bylo upozorňovat na činnost československých letců v RAF. Jan Horal projevil velký zájem, aby se expozice doplňovala. Zakoupil spoustu artefaktů z druhé světové války, modelů a fotografií, které zde byly vystaveny. Zřízení klubu, ale i mnohé další aktivity kolem zahraničních letců byly financovány převážně Janem Horalem, který válečné veterány z nejrůznějších zemí zval, organizoval setkání, ubytovával a hostil je ve svém hotelu. K těm, kterým Jan Horal také intenzivně pomáhal, patřili i Guinea Pigs, v Hotelu Duo bývali stálými hosty. V roce 2019 skončila smlouva na pronájem místnosti v Hotelu Duo, ve které byl Letecký klub vybudován. Expozice byly přemístěny do nově vzniklého Muzea Merkur-Korea v Bezděkově u Žatce.

## Obdivovatel T. G. Masaryka, Edvarda Beneše a legionářských tradic

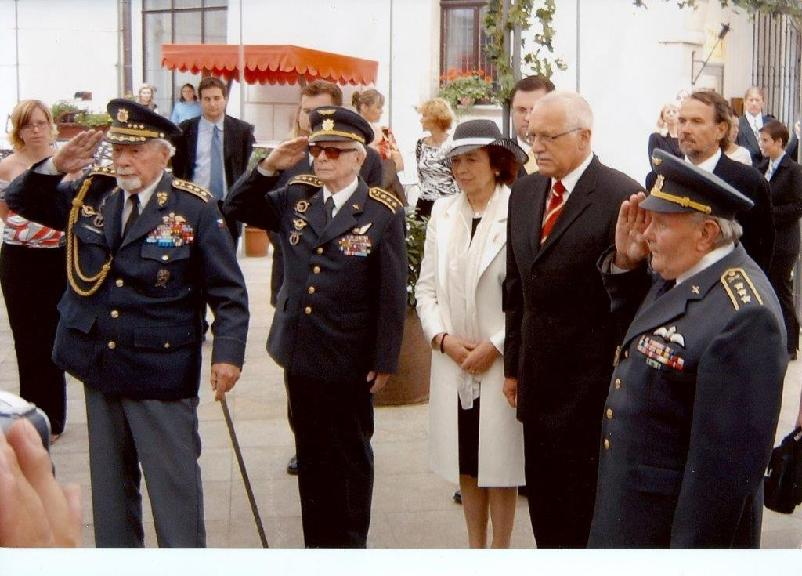
Návštěva prezidenta Václava Klause a jeho manželky Livie Klausové v Hotelu Růže spojená s aktem položení květin k památníku Edvarda Beneše (červenec 2004)

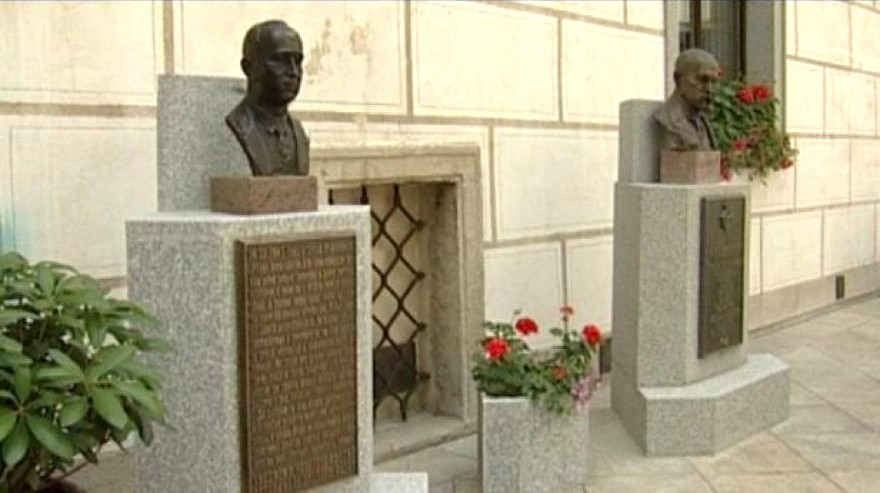
Busty prezidentů T. G. Masaryka a Dr. E. Beneše na nádvoří Hotelu Růže

### Busty T. G. Masaryka a Edvarda Beneše v Českém Krumlově
K uctění památky dvou prvních demokratických československých prezidentů si Jan Horal vybral atrium svého Hotelu Růže. Nejprve byla instalována busta T. G. Masaryka s pomníkem českokrumlovským letcům 2. světové války (Prokop Brázda, Jiří Engel, Josef Kubák, Jan Mayer, František Petr, MUDr. Karel Plaňanský, František Rypl, Vojtěch Smolík, DFC). Busta pochází z dílny českého prvorepublikového sochaře, medailéra a akad. malíře Josefa Pekárka, žáka Josefa Václava Myslbeka. Bustu Jan Horal objevil v době totality v Čechách. Když se dozvěděl, že by mělo hrozit její roztavení, bustu odkoupil a dokázal ji propašovat za hranice.
Busta Edvarda Beneše byla odhalena při příležitosti 120. výročí narození prezidenta Dr. Edvarda Beneše. Slavnostní akt odhalení proběhl v pátek 28. května 2004 v 11.00 hod. na nádvoří Hotelu Růže v Českém Krumlově za účasti veteránů 2. světové války (např. František Peřina, Lubomír Úlehla, Milan Malý a Jiří Hartman) v čele s Františkem Fajtlem. Bustu samotnou Janu Horalovi k odlití kopie ochotně zapůjčila ze své sbírky Společnost Edvarda Beneše (nástupnická organizace Ústavu Dr. Edvarda Beneše pro politické a sociální studium). Pomník byl doplněn deskou s úryvkem z Benešova projevu na sjezdu osvobozených politických vězňů v prosinci 1945, v němž varoval před budoucím německým revizionismem a pokusy zaměnit válečné viníky a oběti („Přijde brzy chvíle, kdy tito viníci se budou před sebou samými a před celým světem očišťovat z toho, co v těchto letech napáchali...“). Tabulka byla vyvedena – pro poučení německých návštěvníků – též v jejich rodné řeči. Jan Horal k pomníku E. Beneše uvedl: „Pak jsem si řekl, že náš druhý velký prezident, díky kterému patříme mezi národy, které porazily Hitlera, tam má stát také. V té době založil sudetoněmecký landsmanšaft svou kancelář v Praze a zaútočil na dekrety prezidenta republiky. Bohužel se našli čeští oportunisti a kolaboranti, kteří jim přikyvovali a pomáhali. Proto jsem nechal zhotovit bronzovou desku s jasnovidným výrokem prezidenta Beneše z 14. 12. 1945 a umístit ji také na nádvoří hotelu.“ Deska pod bustou E. Beneše vyvolala značnou vlnu vášní. Tehdy proti jejímu umístění protestovali zástupci sudetských Němců i někteří rakouští politici, do Česka v roce 2004 poslali protestní dopis.
V polovině července roku 2004 navštívil Český Krumlov prezident Václav Klaus při příležitosti jím zaštítěného Mezinárodního hudebního festivalu a ubytoval se právě v Hotelu Růže, kde položil k bustě (za přítomnosti F. Fajtla a dalších válečných veteránů) květiny. Jan Horal v děkovném dopise poznamenal: „Jsme šťastni, že konečně máme zase prezidenta, na kterého můžeme být pyšní a kterého můžeme po dlouhé době považovat za našeho prezidenta.“

#### Další osud bust
Za života Jana Horala existovala varianta, že by byly busty prezidentů umístěny na českokrumlovskou radnici. K realizaci nakonec nedošlo.
Po smrti Jana Horala pietní místo na nádvoří Hotelu Růže v Českém Krumlově zaniklo. Busty prezidentů byly přesunuty do Českých Budějovic a instalovány na nově zřízeném pietním místě na zahradě vily Lischoli patřící společnosti KOH-I-NOOR HARDTMUTH. Slavnostní odhalení proběhlo 28. října 2013. Iniciátorem celé akce byl Ing. Karel Pokorný, dlouholetý přítel Jana Horala. Karel Pokorný a Jan Horal spolu každoročně pořádali v Českém Krumlově květnové koncerty k výročí konce 2. světové války. „Děkuji všem, kteří přišli s myšlenkou, aby busty nezůstaly ležet někde na půdě,“ uvedla ke znovuodhalení bust čestná předsedkyně Sdružení čs. zahraničních letců 1939–45 o.s. Ing. Vlasta Šišková. Pamětní deska, která byla původně pod bustou T. G. Masaryka, byla společností KOH-I-NOOR HARDTMUTH věnována městu Český Krumlov a osazena na veřejně přístupné místo na budovu radnice v Českém Krumlově. Pamětní deska pod bustou Edvarda Beneše se nachází nadále v majetku společnosti KOH-I-NOOR HARDTMUTH a osazena zatím nebyla.

### Pokrytí republiky Benešovými sochami

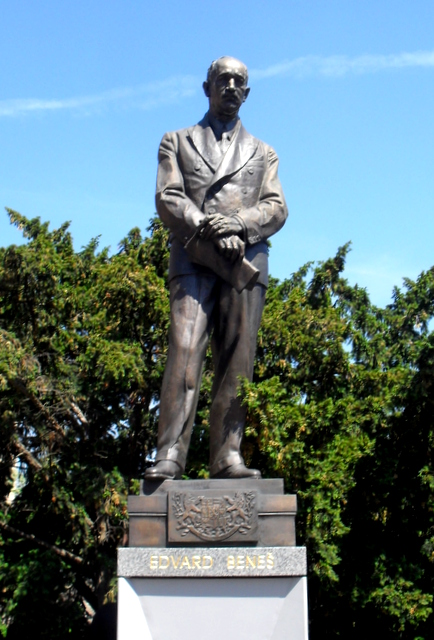
Socha E. Beneše na Loretánském náměstí v Praze

Jan Horal byl také iniciátorem myšlenky plošného pokrytí republiky Benešovými sochami, jež by stály v každém větším (patrně se rozumělo v krajském) městě. V menších sídlech by je pak doplňovaly pamětní desky či benešovské busty. Sochy měly mít jednotný vzhled a mohly by tak být vyráběny laciněji a takřka sériově. Jan Horal pro svůj nápad získal podporu řady členů Svazu letců České republiky, Českého svazu bojovníků za svobodu a Československé obce legionářské. K funkci takových pomníků Jan Horal řekl: „Jde nám především o to, aby si české děti jednou nemyslely, že prvním poválečným prezidentem Československa byl Klement Gottwald.“ 

#### Sochy Edvarda Beneše v Praze a v Brně
Z plánů na plošné pokrývání republiky Benešovými pomníky a bustami nakonec sešlo. Podařilo se alespoň vztyčit sochu E. Beneše na Loretánském náměstí v Praze před Ministerstvem zahraničních věcí. Jedná se o kopii díla sochaře Karla Dvořáka. Jan Horal byl hlavním sponzorem sochy a byl členem přípravného výboru pro postavení sochy. Slavnostní odhalení proběhlo 16. května 2005. Po slavnostním odhalení Jan Horal zahájil iniciativu, kde bylo dohodnuto, že Emil Boček se zasadí o sochu Edvarda Beneše v Brně a Milan Malý o totéž v Českých Budějovicích.
Jan Horal měl i zásluhu na vztyčení pomníku Edvarda Beneše v Brně. Socha byla umístěna před budovu Právnické fakulty Masarykovy univerzity. Odhalení pomníku proběhlo 10. dubna 2010. Slavnostnímu odhalení sochy předcházela beseda se zástupci částí bývalého Československa, tedy z Česka, Slovenska a Podkarpatské Rusi. Po slavnostním odhalení byli iniciátoři akce (v čele s Emilem Bočkem) oceněni obcí legionářskou i magistrátem města medailí, včetně Jana Horala. Slavnostní akt doplnil také koncert Vojenské hudby Olomouc k 65. výročí ukončení druhé světové války v Janáčkově divadle. Socha pro Brno je druhou kopií sochy Karla Dvořáka, jejíž odlití Národní muzeum povolilo.

### Další aktivity
V roce 2005 byl jedním z válečných veteránů, kteří kritizovali postup ministerstva spravedlnosti v kauze katarského prince.
V roce 2006 se angažoval v iniciativě, která si kladla za cíl výměnu uniforem Hradní stráže. Spolu s představiteli Československé obce legionářské a dalšími veterány se podepsal pod dopis, kde navrhovali prezidentu Václavu Klausovi, aby Hrad hlídali vojáci v uniformách československých legionářů z první světové války.
Dne 7. března 2007 byla otevřena Pamětní síň I., II. a III. odboje v budově základní školy na Školním náměstí 628 v Sezimově Ústí, kde měl prezident Edvard Beneš své soukromé sídlo. Projekt zřízení pamětní síně se podařilo úspěšně realizovat za finanční pomoci Jana Horala. V roce 2009 byla pamětní síň doplněna exponáty ze zrušené expozice na zámku Hluboš.
Byl pravidelným účastníkem na setkání studentů a pracovníků ČVUT s letci RAF organizovaných po listopadu 1989 Masarykovou akademií práce, strojní společností na ČVUT v Praze a Evropským hnutím v ČR ve velké posluchárně 256 v Dejvicích.

## Pocty a vyznamenání

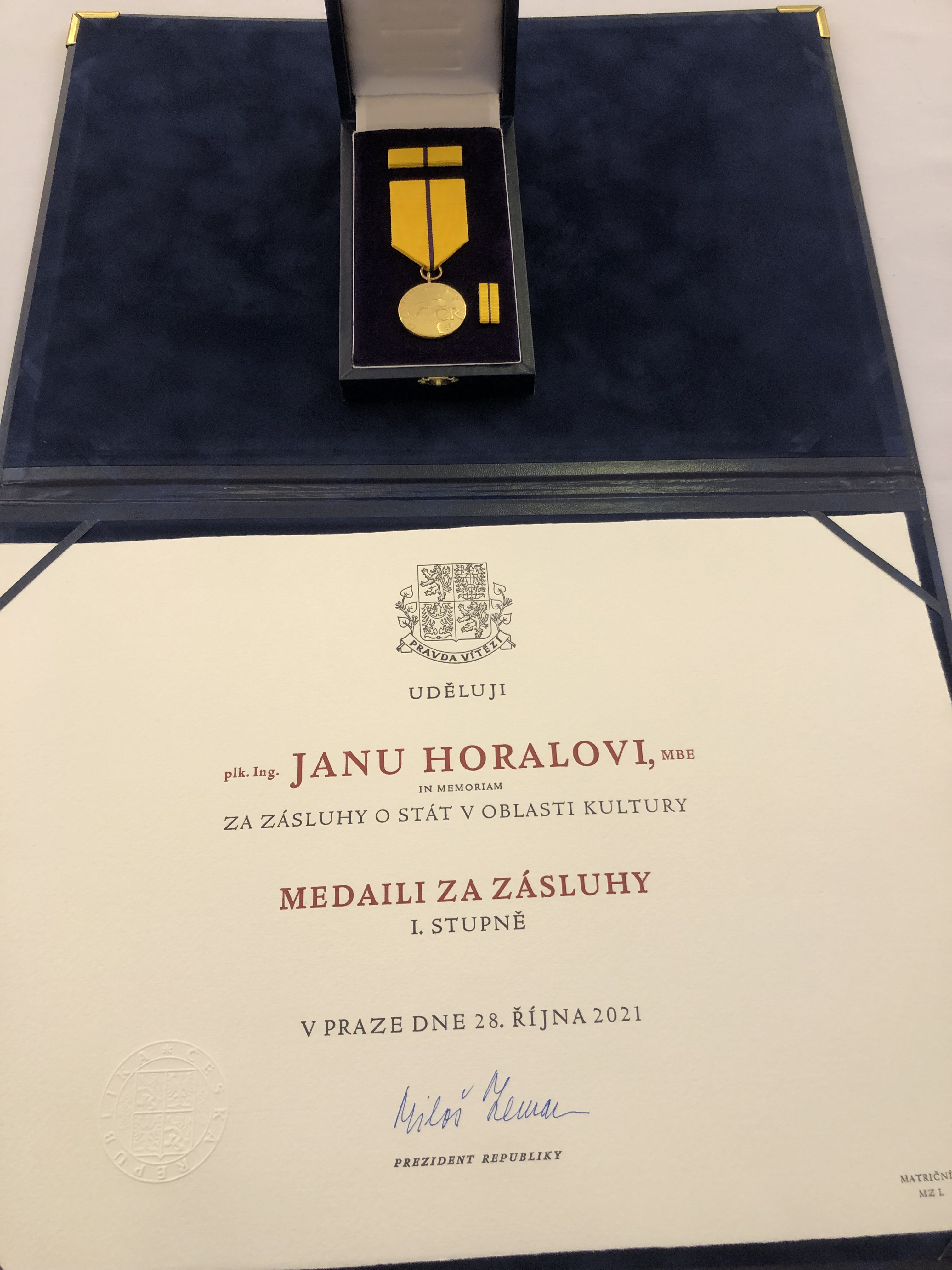
Medaile Za zásluhy udělená Janu Horalovi in memoriam v roce 2021

### Vyznamenání
- Medaile Za zásluhy – I. stupeň in memoriam, udělena 2021[170]
- Řád britského impéria – V. třída (Member), udělen 2004
- Řád čestné legie – V. třída (Chevalier), udělen 2006
- Československý válečný kříž 1939
- Československá medaile Za chrabrost před nepřítelem
- Pamětní medaile československé armády v zahraničí
- Záslužný kříž ministra obrany České republiky – I. stupeň[171]
- Hvězda 1939–1945
- Africká hvězda
- Hvězda za Francii a Německo
- Britská medaile Za obranu
- Válečná medaile 1939–1945
- Pamětní medaile ČsOL – II. stupeň, udělena 2008
- Pamětní medaile ČsOL – III. stupeň
- Pamětní medaile Sdružení válečných veteránů ČR
- Pamětní odznak Sdružení válečných veteránů ČR, udělen 2007[88]
- Pamětní medaile ČsOL „1914–1918 / 1939–1945“

### Povýšení
Český ministr obrany Martin Barták Jana Horala v roce 2010 povýšil do hodnosti plukovníka.

### Další ocenění

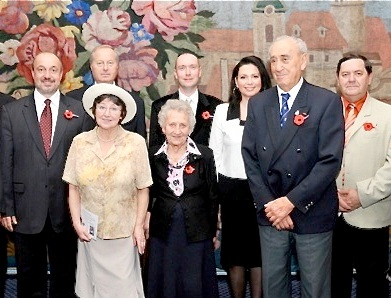
Jan Horal (druhý zprava) při předání ceny Český patriot 2010

- Pamětní medaile sv. Václava (2001): oceněn v roce 2001 na III. ročníku Svatováclavského večera (slavnostní setkání významných osobností českého i zahraničního kulturně-společenského života) ve Španělském sále Pražského hradu.[173][174]
- Medaile Svazu letců České republiky „Za zásluhy“ (2005): oceněn 26. listopadu 2005.[175]
- Pamětní medaile ČsOL II. stupně (2008): oceněn 23. února 2008 při příležitosti životního jubilea.
- Český patriot (2010): ocenění mu bylo uděleno dne 12. listopadu 2010 Asociací nositelů legionářských tradic.[176] Ocenění je udělováno osobám, které se dlouhodobě zasazují o podporu národní hrdosti a zachovávání historie České republiky.[177]
- Ocenění od Klubu leteckých novinářů České republiky (2011): v únoru 2011 mu bylo předáno Klubem leteckých novinářů Syndikátu novinářů České republiky ocenění za účinnou podporu českých válečných veteránů a za boj o obnovení a udržení slávy českého a československého letectví a leteckých tradic.[178]
- Ocenění od Asociace strojních inženýrů České republiky (2011): v dubnu 2011 mu byla udělena Asociací strojních inženýrů ČR (A.S.I.) medaile Leonarda da Vinci k 20. výročí založení A.S.I.[179]
- Závěrečný katedrální koncert v kostele sv. Víta v Českém Krumlově k 70. výročí ukončení války a pádu berlínské zdi se stal současně poctou Janu Horalovi. Koncert se uskutečnil 4. července 2015.[76]
- Při příležitosti stého výročí vzniku Československé republiky představil fotograf Jadran Šetlík soubor portrétů nazvaný Galerie osobností R.A.F. Fotografie vznikaly mezi lety 2000 až 2003. Spolu s letci byl fotografován i mecenáš[140] válečných veteránů Jan Horal.[180]

### Ulice Horalova
V roce 2016 Rada hlavního města Prahy schválila pojmenování pražské ulice po Janu Horalovi. Ulice Horalova se nachází v dynamicky se rozvíjející lokalitě letňanského sídliště a jde o kolmici vůči ulicím Djačukova a Kadečkové.

### Státní vyznamenání České republiky in memoriam
Dne 26. dubna 2020 vznikla iniciativa pro udělení státního vyznamenání Janu Horalovi in memoriam, která navrhovala pro Jana Horala Řád Tomáše Garrigua Masaryka nebo Řád Bílého lva. Připojilo se k ní 30 občanů, spolků a společností. Dne 23. července 2020 byl Senátem Parlamentu České republiky nominován na Řád Bílého lva in memoriam. V roce 2021 se iniciativa opakovala. Dne 2. června 2021 byl Poslaneckou sněmovnou Parlamentu České republiky nominován na Řád Bílého lva in memoriam v občanské skupině. Dne 22. července 2021 jej Senát PČR navrhl na medaili Za zásluhy in memoriam. Dne 28. října 2021 bylo oznámeno, že mu bude prezidentem republiky Milošem Zemanem in memoriam udělena medaile Za zásluhy I. stupně za zásluhy o stát v oblasti kultury. Vyznamenání bylo předáno 7. března 2022 ve Vladislavském sále na Pražském hradě.

## Jan Horal ve filmu
- Zpráva o dvou osudech (1997) – dokument Vlastimila Venclíka o dvou československých vojácích ze západní fronty. Jedním z nich byl Jan Irving a druhým Jan Horal. Pojednává o osudech dvou vojáků, z nichž jeden zůstal v rodné zemi a druhý emigroval.[194][195]
- Tobrúk 1941 (2009) – dokument zaznamenává vzpomínky účastníků bitvy o libyjské město Tobrúk ve 2. světové válce. Hovoří němečtí i čeští účastníci bojů.[196][197]

## Pohřeb
Poslední rozloučení s Janem Horalem se uskutečnilo dne 28. listopadu 2011 ve Velké obřadní síni krematoria v Praze-Strašnicích. Pohřeb se státními poctami se konal za účasti řady českých i zahraničních významných hostů a válečných veteránů. Prezident Václav Klaus zaslal na poslední rozloučení věnec.